# Episodi di The Beverly Hillbillies (quarta stagione)
La quarta stagione della serie televisiva The Beverly Hillbillies è stata trasmessa in anteprima negli Stati Uniti d'America dalla CBS tra il 15 settembre 1965 e il 18 maggio 1966.
| nº | Titolo originale             | Titolo italiano | Prima TV USA      | Prima TV Italia |
| -- | ---------------------------- | --------------- | ----------------- | --------------- |
| 1  | Admiral Jed Clampett         |                 | 15 settembre 1965 |                 |
| 2  | That Old Black Magic         |                 | 22 settembre 1965 |                 |
| 3  | The Sheik                    |                 | 29 settembre 1965 |                 |
| 4  | The Private Eye              |                 | 6 ottobre 1965    |                 |
| 5  | Possum Day                   |                 | 13 ottobre 1965   |                 |
| 6  | The Possum Parade            |                 | 20 ottobre 1965   |                 |
| 7  | The Clampetts Play the Rams  |                 | 27 ottobre 1965   |                 |
| 8  | The Courtship of Elly        |                 | 3 novembre 1965   |                 |
| 9  | A Real Nice Neighbor         |                 | 10 novembre 1965  |                 |
| 10 | The Poor Farmer              |                 | 17 novembre 1965  |                 |
| 11 | Hoe Down A-Go-Go             |                 | 24 novembre 1965  |                 |
| 12 | Mrs. Drysdale's Father       |                 | 1º dicembre 1965  |                 |
| 13 | Mr. Farquhar Stays On        |                 | 8 dicembre 1965   |                 |
| 14 | Military School              |                 | 15 dicembre 1965  |                 |
| 15 | The Common Cold              |                 | 29 dicembre 1965  |                 |
| 16 | The Richest Woman            |                 | 5 gennaio 1966    |                 |
| 17 | The Trotting Horse           |                 | 12 gennaio 1966   |                 |
| 18 | The Buggy                    |                 | 19 gennaio 1966   |                 |
| 19 | The Cat Burglar              |                 | 26 gennaio 1966   |                 |
| 20 | The Big Chicken              |                 | 2 febbraio 1966   |                 |
| 21 | Sonny Drysdale Returns       |                 | 9 febbraio 1966   |                 |
| 22 | Brewster's Baby              |                 | 16 febbraio 1966  |                 |
| 23 | The Great Jethro             |                 | 23 febbraio 1966  |                 |
| 24 | The Old Folks Home           |                 | 2 marzo 1966      |                 |
| 25 | Flatt and Scruggs Return     |                 | 16 marzo 1966     |                 |
| 26 | The Folk Singers             |                 | 23 marzo 1966     |                 |
| 27 | The Beautiful Maid           |                 | 30 marzo 1966     |                 |
| 28 | Jethro's Pad                 |                 | 6 aprile 1966     |                 |
| 29 | The Bird-Watchers            |                 | 13 aprile 1966    |                 |
| 30 | Jethro Gets Engaged          |                 | 20 aprile 1966    |                 |
| 31 | Granny Tonics a Bird-Watcher |                 | 27 aprile 1966    |                 |
| 32 | Jethro Goes to College       |                 | 18 maggio 1966    |                 |